# Emmanuel Coquelet
Emmanuel Coquelet, né le 27 février 1975 à Quarouble, est un footballeur français, devenu entraineur, ayant joué au poste d'attaquant.

## Biographie
Emmanuel Coquelet voit le jour dans la commune de Quarouble dans le département du Nord, le 27 février 1975. Formé au Football Club de Quarouble, Emmanuel développe des qualités footballistiques au fil des années. Repéré par l'US Marly, qui évoluait en DH à l'époque, il s'impose rapidement dans l'effectif marlysien. Le Valenciennes Football Club (alors en CFA) lui fait les yeux doux et il signe dans le club phare de l'arrondissement.
Le LOSC manifeste son intérêt pour Emmanuel Coquelet qui signe dans le club lillois après une saison passée à Valenciennes. Cependant, l'ascension de l'attaquant quaroubain connaît un coup d'arrêt. Barré à Lille, Emmanuel Coquelet veut se relancer et signe à Amiens. 
Durant son passage en Picardie, Emmanuel Coquelet est prêté au Stade de Reims, où il effectue une saison en demi-teinte. Il revient au Amiens SC pour la saison 2000-2001. Lors de cette saison, les Picards se hissent jusqu'en finale de la Coupe de France mais perdent la séance de tirs au but, remportée par le RC Strasbourg emmené par Jose Luis Chilavert. "Bip-Bip", comme le surnomme le capitaine du club picard Laurent Strzelczak, réalise une belle rencontre sur le côté droit de l'attaque amiénoise mais ne peut se révéler décisif. Avant la rencontre, Laurent Strzelczak disait de Emmanuel Coquelet au journal Le Parisien : "C'est le Bip-Bip du dessin animé. Il va à 2 000 à l'heure. Souvent déterminant quand il entre."
L'aventure française d'Emmanuel Coquelet se terminera au SCO Angers en National à l'issue de la saison 2002-2003. 
En 2003, il signe à Virton afin de faire oublier Daniel Gomez. Pendant ces 2 saisons il termina meilleur buteur du club avec 15 réalisations par saison. Après 2 saisons à Virton, il signa pour Roulers (D1) à l'aube de la saison 2005-2006. N'ayant pas eu un temps de jeu nécessaire il quitta Roulers au mercato 2006 pour Mons (D2). Il ne joua que trop peu pour Mons en 2006 à la suite d'une fracture à la malléole. Il fêta donc la remontée de Mons en D1 depuis les tribunes. 
En janvier 2007, Emmanuel Coquelet est libéré par Mons pour se trouver un nouveau club. Plusieurs clubs de D2 s'intéressent à lui : Union St Gilloise, Tubize, Hamme et  l'Excelsior Virton. L'éloignement et d'autres considérations matérielles sont un frein pour un retour à Virton. Finalement, il décide de signer le 30 janvier 2007 en faveur de l'Excelsior. 
Revenu en janvier 2007, Emmanuel Coquelet a, de nouveau été longuement blessé. Alors que les dirigeants virtonais lui avaient promis une place dans le staff technique lors de sa retraite sportive, il se voit demander de réduire ses prétentions salariales pour la saison 2007-2008 à la suite d'une demi-saison en demi-teinte et le retrait d'un sponsor qui lui payait la moitié de son salaire. Non content l'attaquant virtonais décide de rejoindre Dudelange pour trois ans. Il intègre en 2009 la cellule recrutement du LOSC et poursuit parallèlement sa carrière de footballeur dans le club de Ath en Belgique (D3).
En 2012, c'est le retour aux sources pour Emmanuel Coquelet qui devient entraineur-joueur du Football Club de Quarouble. Lors de la saison 2017-2018, le FCQ réalise son meilleur parcours en Coupe de France en atteignant le 7ème tour. Le 12 novembre 2017, les hommes de Coquelet sont défaits 1-0, face à une équipe de Choisy-au-Bac (R1), qui évolue 3 divisions au dessus du club nordiste. Toutefois, la saison 2017-2018 s'achèvera sur une accession en Régionale 3 pour le FCQ. Emmanuel Coquelet décide alors de tirer sa révérence et d'occuper les fonctions de coach à temps complet.

## Palmarès
- Finaliste de la Coupe de France 2000-2001 (avec l'Amiens SC)
- Champion de Belgique de D2 en 2006 (avec le RAEC Mons)
- Champion du Luxembourg en 2008 et 2009 (avec le F91 Dudelange)
- Vainqueur de la Coupe du Luxembourg en 2009 (avec le F91 Dudelange)
- Élu meilleur joueur Luxembourg en 2008 - Meilleur buteur & Passeur (avec le F91 Dudelange)
- Meilleur buteur du championnat du Luxembourg en 2008 : 20 buts
- Tour Préliminaire Ligue des Champions UEFA - 2007-2008 et 2008-2009 (avec le F91 Dudelange)
- Montée Nat-L2: Amiens SC (2001) et Angers (2003)
- Montée R4-R3: Football Club de Quarouble (2018)